# The Very Best of Fleetwood Mac
The Very Best of Fleetwood Mac ist ein Best-of-Album der britisch-US-amerikanischen Rockband Fleetwood Mac. Das Album wurde am 12. Oktober 2002 über das Label Reprise Records veröffentlicht.

## Produktion und Gastbeiträge
Die auf dem Album enthaltenen Lieder sind zum Großteil zuvor veröffentlichte Singles aus Fleetwood Macs vorigen Studioalben Fleetwood Mac (fünf Lieder), Rumours (fünf Lieder), Tusk (zwei Lieder), Mirage (ein Lied), Tango in the Night (vier Lieder). Albatross und Black Magic Women waren bereits auf der Kompilation English Rose enthalten. Man of the World war auf dem Album Greatest Hits aus dem Jahr 1971 zu finden. Ebenso fand sich Big Love (Live 1997) vom Livealbum The Dance auf dem Tonträger wieder.
Auf The Very Best of Fleetwood Mac sind weder neue Aufnahmen noch Gastbeiträge anderer Musiker enthalten.

## Titelliste
1. Go Your Own Way – 3:39
2. Don’t Stop – 3:11
3. Dreams – 4:16
4. Little Lies – 3:38
5. Everywhere – 3:42
6. Albatross – 3:08
7. You Make Loving Fun – 3:33
8. Rhiannon – 3:47
9. Black Magic Women – 2:51
10. Tusk – 3:34
11. Say You Love Me – 4:01
12. Man of the World – 2:50
13. Seven Wonders – 3:36
14. Family Man – 4:02
15. Sara – 6:27
16. Monday Morning – 2:45
17. Gypsy – 4:22
18. Over My Head – 3:07
19. Landslide – 3:15
20. The Chain – 4:29
21. Big Love (Live 1997) – 2:47

## Charterfolge
The Very Best of Fleetwood Mac stieg am 11. November 2002 auf Platz 31 in die deutschen Albumcharts ein. In den Billboard 200 debütierte der Tonträger am 2. November 2002 auf Platz zwölf. Im Vereinigten Königreich debütierte das Album auf dem sechsten Platz der Albumcharts.
| ChartsChartplatzierungen       | Höchstplatzierung | Wochen |
| ------------------------------ | ----------------- | ------ |
| Deutschland (GfK)              | 31 (6 Wo.)        | 6      |
| Vereinigtes Königreich (OCC)   | 6 (360 Wo.)       | 360    |
| Vereinigte Staaten (Billboard) | 12 (77 Wo.)       | 77     |

## Verkaufszahlen und Auszeichnungen
The Very Best of Fleetwood Mac wurde 2018 in den Vereinigten Staaten für über vier Millionen verkaufte Einheiten mit Vierfach-Platin ausgezeichnet.
| Professionelle Bewertungen | Professionelle Bewertungen |
| -------------------------- | -------------------------- |
| Kritiken                   |                            |
| Quelle                     | Bewertung                  |
| allmusic                   | [ 6 ]                      |

| Land/Region                  | Auszeichnungen für Musikverkäufe (Land/Region, Auszeichnung, Verkäufe) | Verkäufe    |
| ---------------------------- | ---------------------------------------------------------------------- | ----------- |
| Argentinien (CAPIF)          | Gold                                                                   | 20.000      |
| Australien (ARIA)            | 8× Platin                                                              | 560.000     |
| Belgien (BRMA)               | Platin                                                                 | 50.000      |
| Europa (IFPI)                | 2× Platin                                                              | (2.000.000) |
| Frankreich (SNEP)            | 2× Gold                                                                | 200.000     |
| Irland (IRMA)                | 3× Platin                                                              | 45.000      |
| Kanada (MC)                  | Platin                                                                 | 100.000     |
| Neuseeland (RMNZ)            | 7× Platin                                                              | 105.000     |
| Niederlande (NVPI)           | Gold                                                                   | 40.000      |
| Vereinigte Staaten (RIAA)    | 4× Platin                                                              | 4.000.000   |
| Vereinigtes Königreich (BPI) | 6× Platin                                                              | 1.800.000   |
| Insgesamt                    | 4× Gold · 32× Platin ·                                                 | 6.920.000   |

Hauptartikel: Fleetwood Mac/Auszeichnungen für Musikverkäufe